# جاكي دايموند هايمان
جاكي دايموند هايمان (بالإنجليزية: Jackie Diamond Hyman)‏ (3 أبريل 1949، مينارد في الولايات المتحدة)؛ كاتِبة، صحفية وروائية أمريكية. درست في جامعة برانديز.